# Pierre Mein
Pierre Mein (?-?) és un paleontòleg francès i professor de la Universitat de Lió. Ha dedicat la major part de la seva vida a la recerça de fòssils de mamífers i ha publicat centenars d'articles i editat diversos llibres. Va assolir prestigi científic amb les seves teories sobre la biozonazió del Neogen continental europeu. A més, la feina de recopilació e integració de dades que va fer, a mitjans dels anys 70 del segle xx, ha servit de referència a tots els seus col·legues que treballen en vertebrats del Neogen. La seva feina també va servir per unificar criteris a l'hora de d'ordenar els jaciments paleontològics.